# Grand ensemble
Pour les articles homonymes, voir Cité.

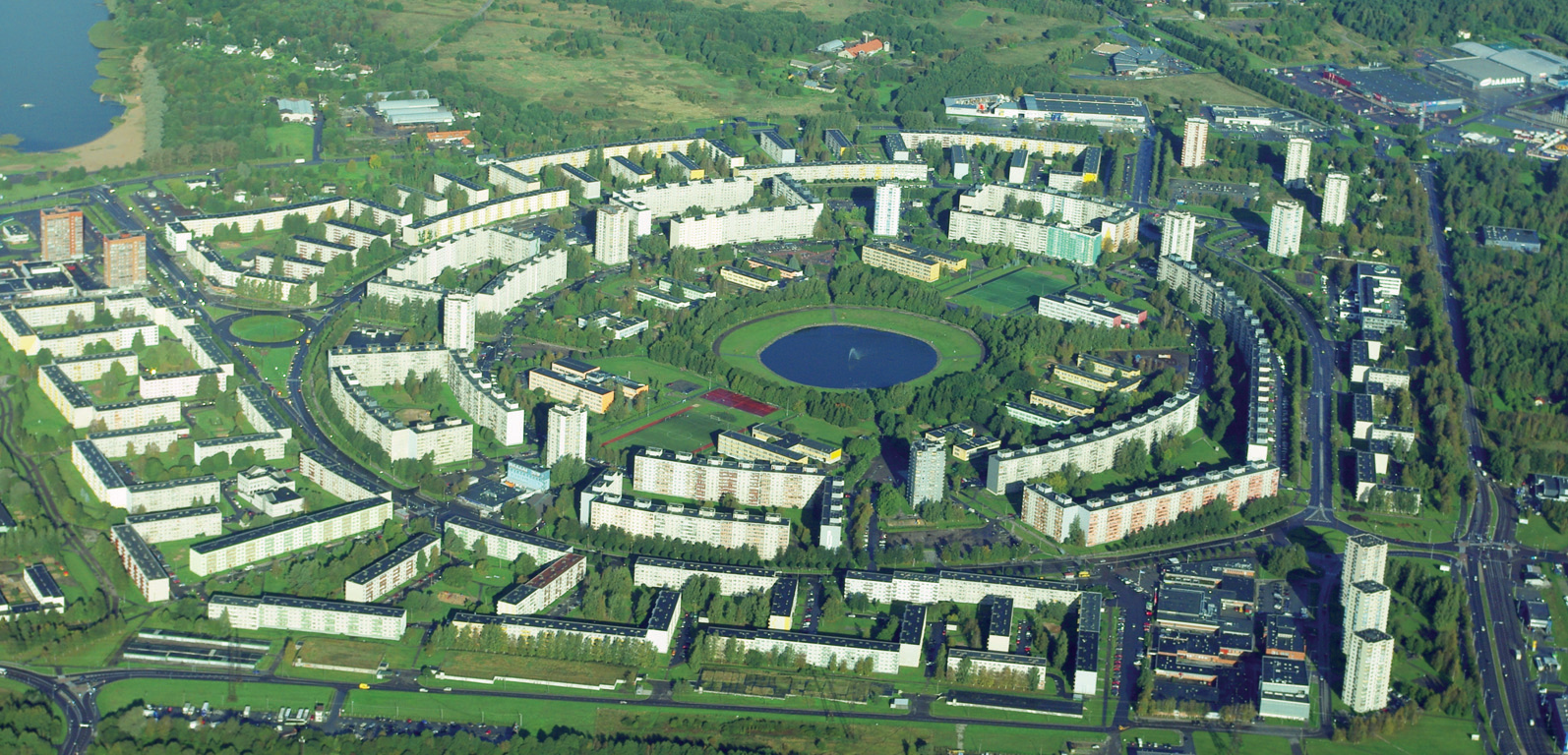
Väike-Õismäe, quartier de Tallinn en Estonie.

Un grand ensemble, parfois qualifié de cité ou abusivement cité HLM en France (car beaucoup de grands ensembles, même parmi les plus délabrés, sont des copropriétés et non des logements sociaux), est un type de forme urbaine, généralement de grande étendue, censé accueillir un grand nombre d'habitants et, dans une certaine mesure, caractérisé par l'aspect répétitif de ses bâtiments, généralement une série de barres et de tours.

## Composition
La composition d'un grand ensemble peut varier du tout au tout d'un contexte à l'autre. Il peut être monofonctionnel, par exemple accueillant uniquement des logements, ou rassembler plusieurs fonctions urbaines, commerces, équipements publics, activité économique et logements. Il peut être le fruit d'une politique de logement social ou au contraire répondre à des logiques du secteur privé, comme dans une station de sports d'hiver.

## Histoire
Les grands ensembles ont connu leur heure de gloire après la Seconde Guerre mondiale. Il s'agissait, à un moment d'essor économique et technologique et de transformation sociale, de produire rapidement et selon un processus industrialisé un grand nombre de logements à même d'accueillir une population urbaine en forte augmentation à la fois du fait d'un exode rural important et de l'augmentation du niveau de vie.

## Exemples

### En France

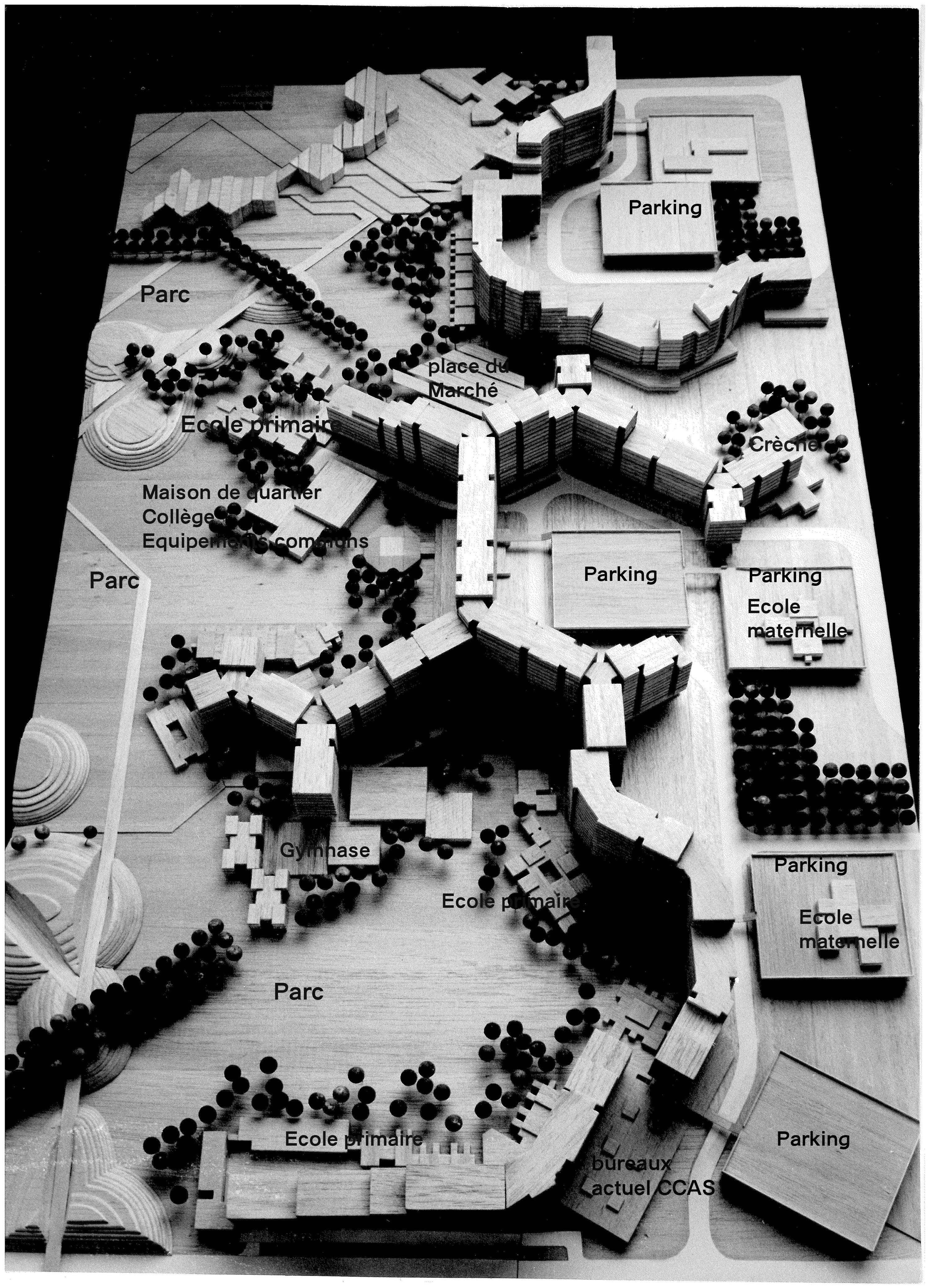
Maquette en bois de la galerie de l'Arlequin, La Villeneuve de Grenoble.

La France est le seul des pays capitalistes occidentaux à avoir choisi massivement les barres et les tours pour résoudre la crise du logement ; le Royaume-Uni, les Pays-Bas, les pays scandinaves ont construit, à côté de rares grands ensembles, des cités-jardins, des immeubles bas, des maisons individuelles isolées ou en bandes. Les grands ensembles ont été promus au travers de décisions du ministère de la Reconstruction et de l'Urbanisme, en particulier dans les ZUP et les villes nouvelles. Depuis, ces formes urbaines ont été le symbole de la relégation urbaine, et font l'objet régulièrement des politiques de la ville. 

### Dans le bloc de l'est
Seuls les pays du bloc socialiste donnent l'exemple des mêmes choix que la France, comme en URSS avec l'habitat khrouchtchevien à partir de 1955, ce qu'explique la circulation des modèles et des techniques entre l'Est et l'Ouest, malgré le rideau de fer.
Dans l'ancienne sphère d'influence soviétique, depuis les Pays baltes et l'Albanie jusqu'en Mongolie, on trouve les « microdistricts (en) » dans à peu près tous les pays du bloc de l'Est ou les anciennes républiques socialistes soviétiques ; on y trouve fréquemment des khrouchtchevkas, immeubles préfabriqués. Ces microdistricts s'appellent :
- « sídliště » en République tchèque
- « sídlisko » en Slovaquie,
- « микрорайо́н » en Russie,
- « мікрорайон » en Ukraine,
- « мікрараён » en Biélorussie,
- « lakótelep » en Hongrie (par exemple le József Attila lakótelep ou le Alacskai úti lakótelep à Budapest),
- « osiedle » en Pologne.

### À travers le monde
À titre d'exemple, on peut citer plusieurs cas de par le monde :
- en Allemagne, les « Großwohnsiedlungen » ont été construits après guerre, aussi bien en RDA qu'en RFA ;
- au Royaume-Uni d'après-guerre, les « New towns » ;
- aux États-Unis et au Canada (excepté le Québec), les « housing projects » (souvent surnommés familièrement les « projects »), dont les premières constructions remontent aux années 1930 ;
- en Turquie, les « Toplu Konut » ou familièrement « TOKİ evleri », construits par un vaste programme toujours actif de l'administration du développement du logement social turc.

## Galerie d'images

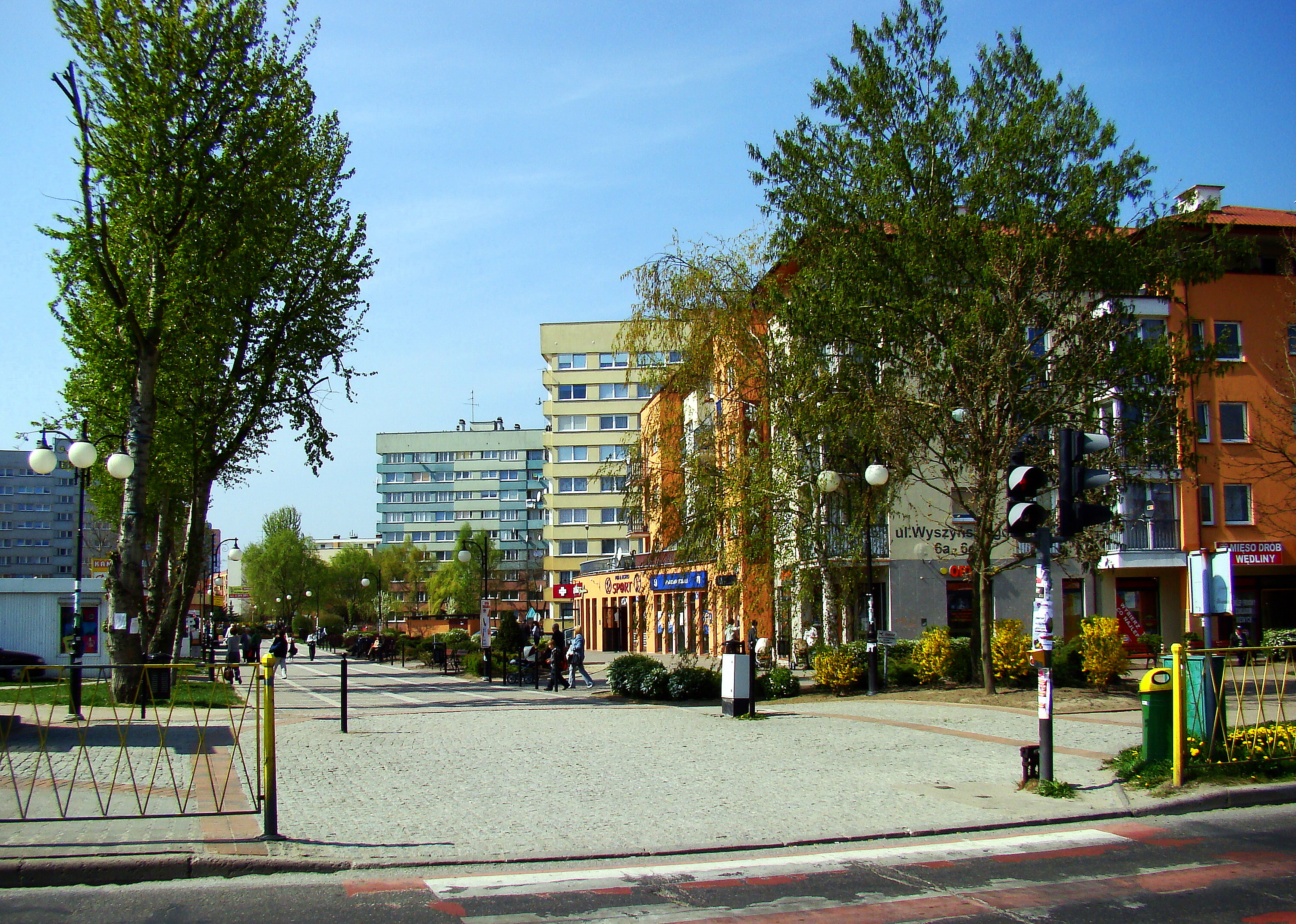
Le grand ensemble de Police, en Pologne.
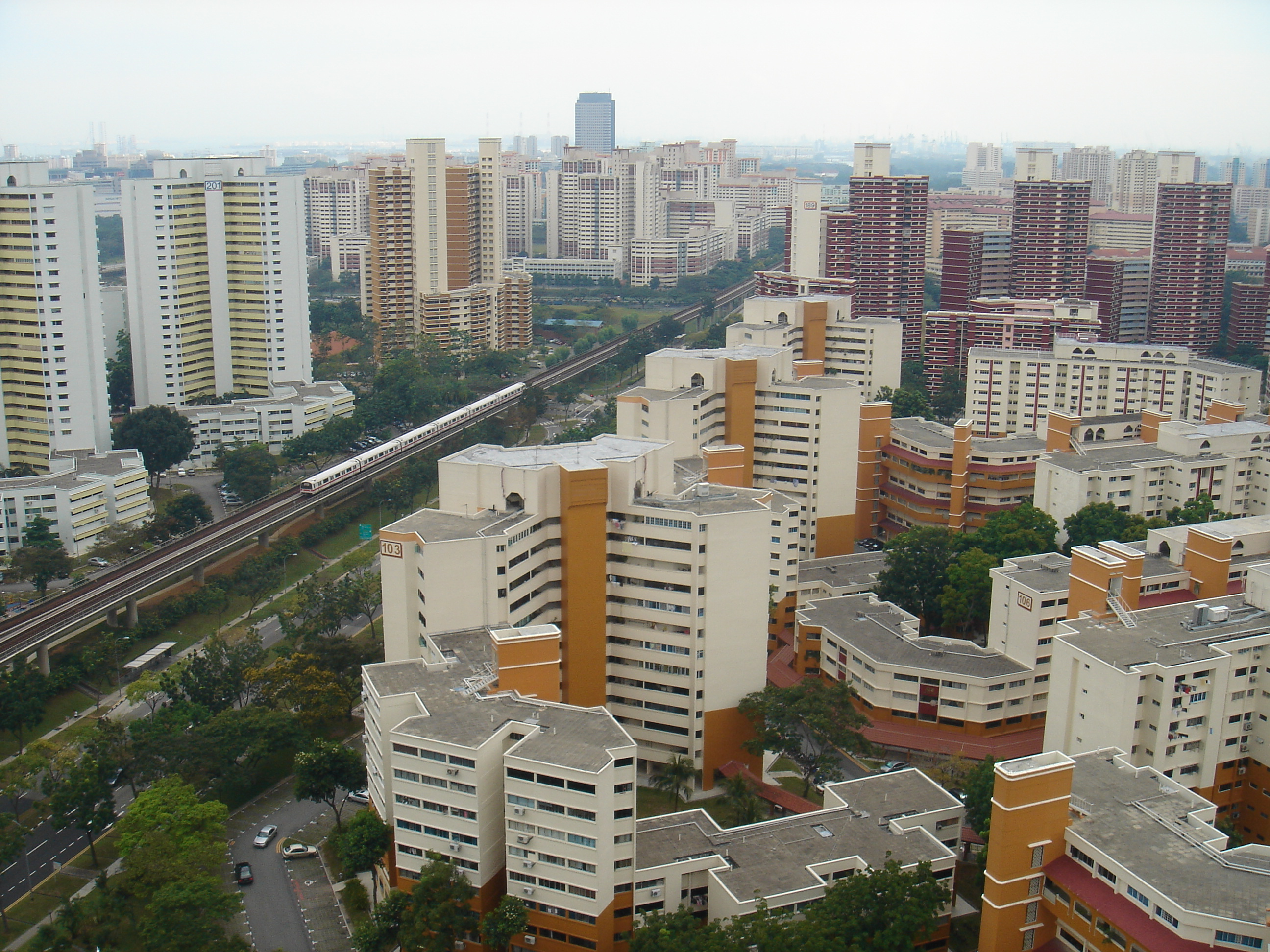
Bukit Batok New Town (en) à Singapour.
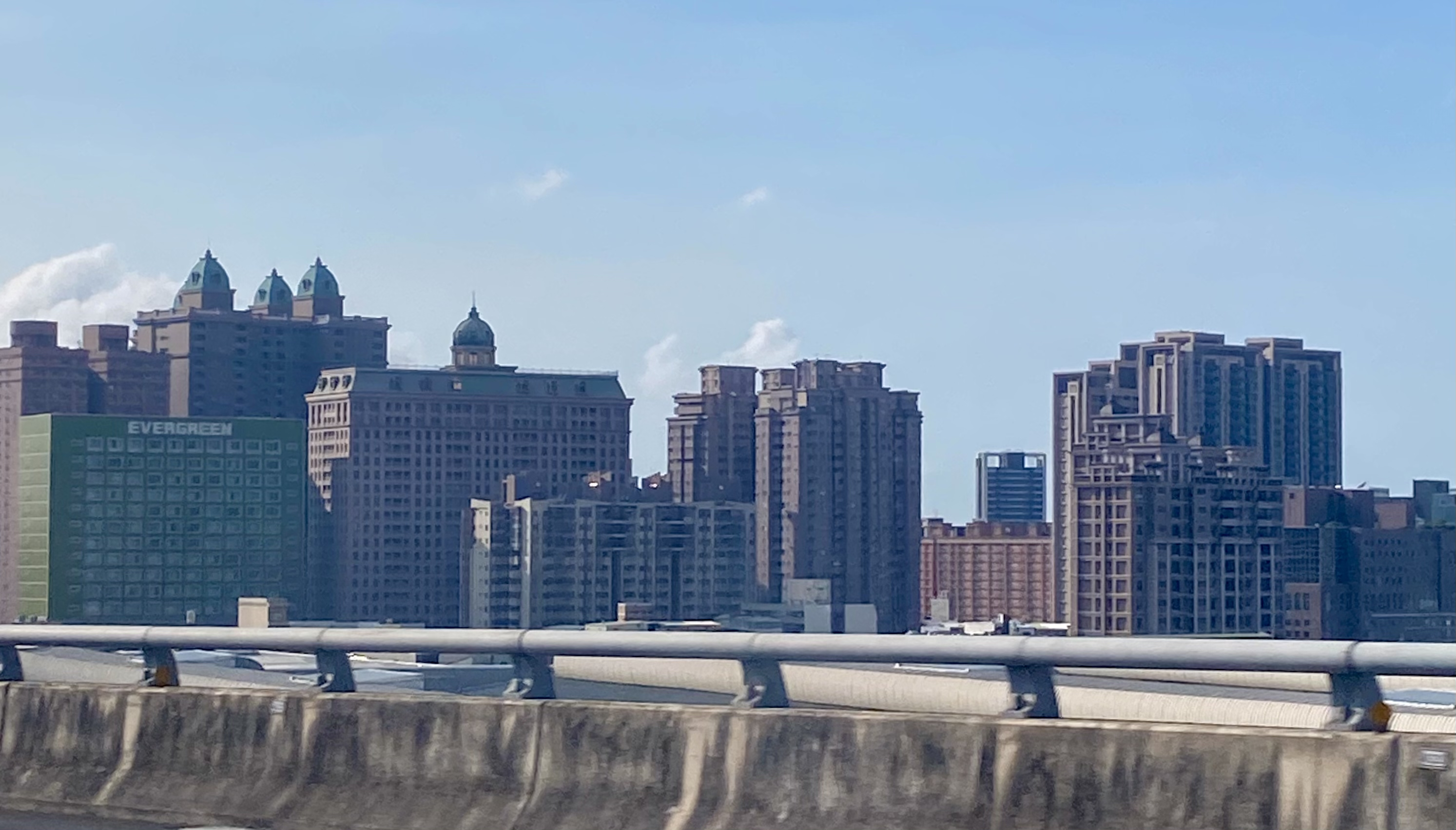
Nankan New Town (en) à Taïwan.
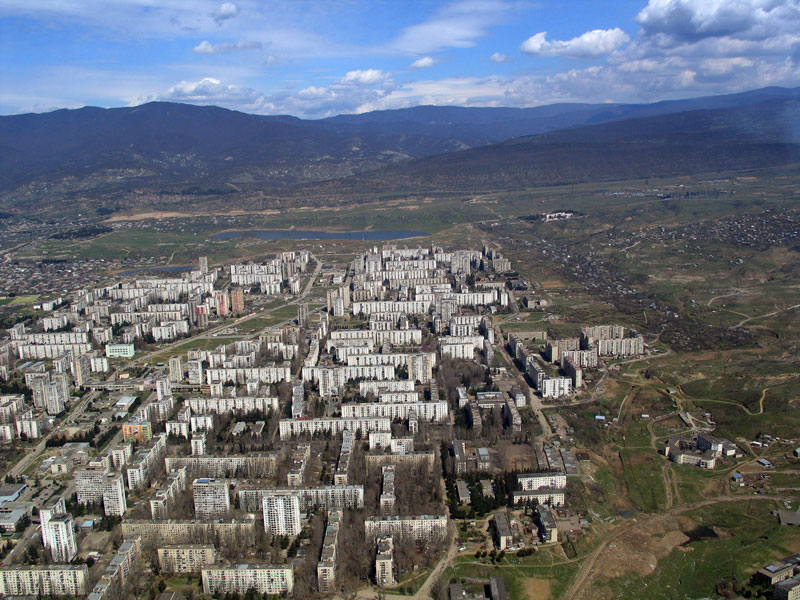
Microdistrict (en) à Tbilissi, en Géorgie.
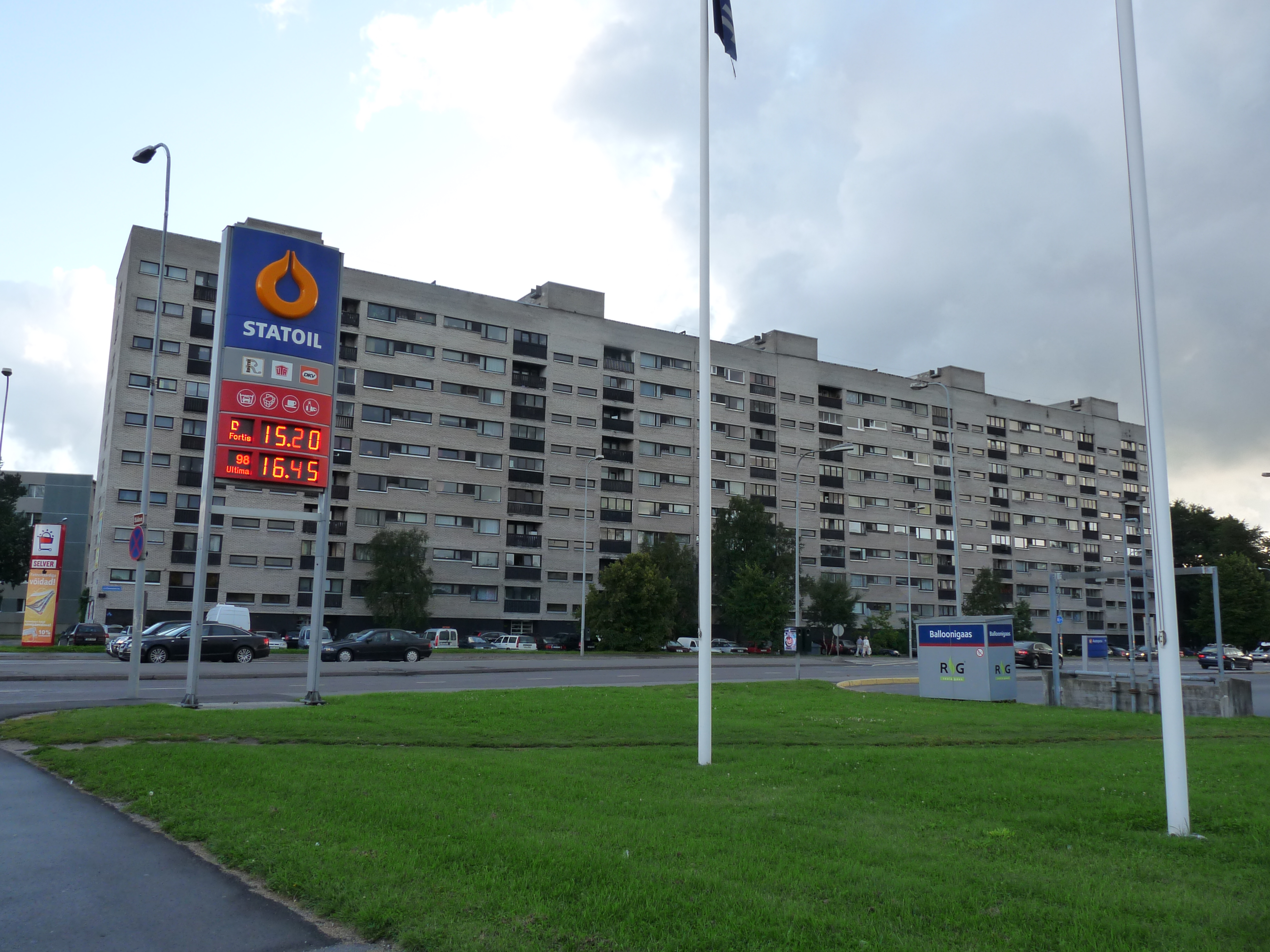
Microdistrict à Tallinn, en Estonie.
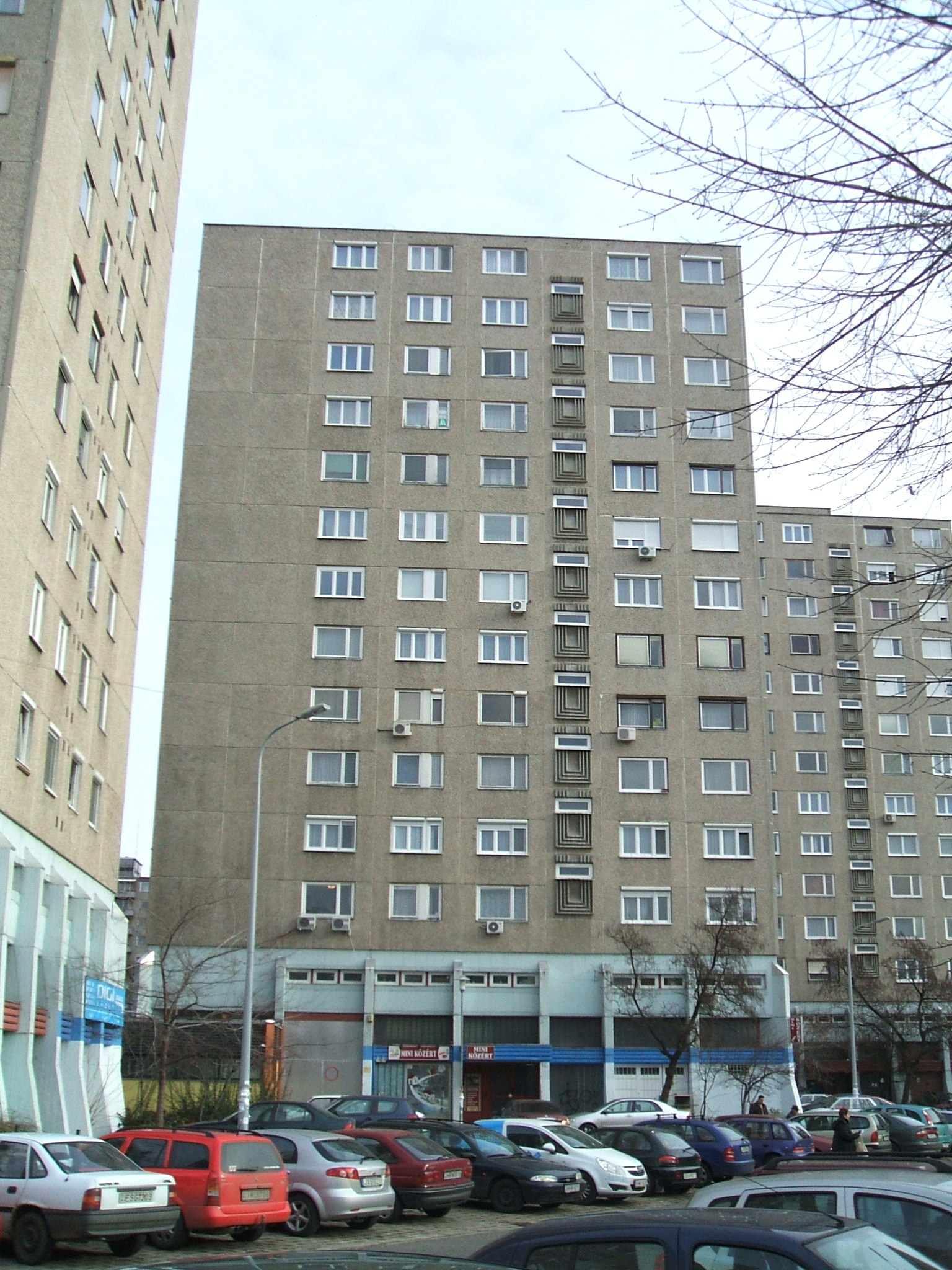
Újpalota, à Budapest, en Hongrie.
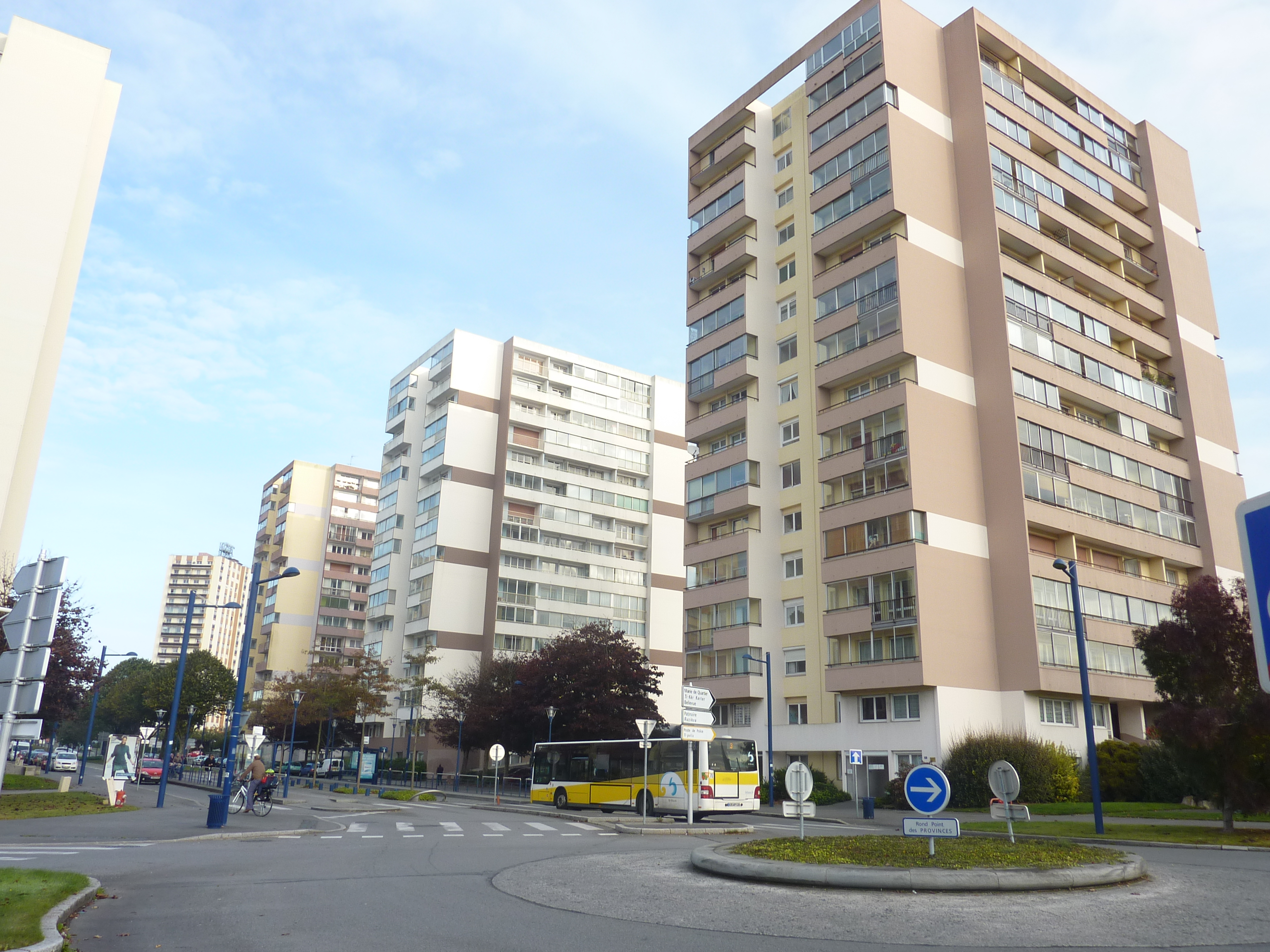
La ZUP du quartier Bellevue à Brest.
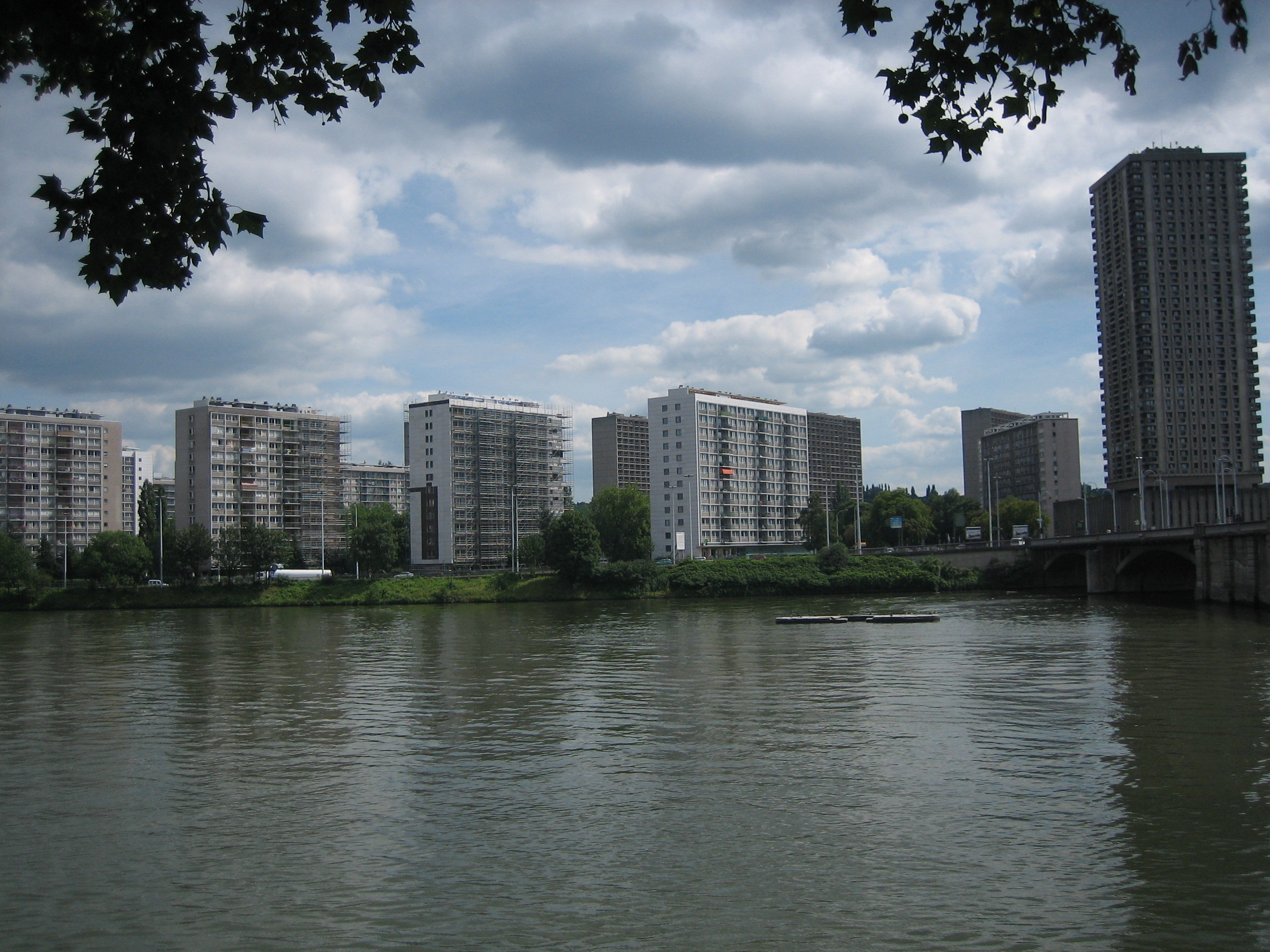
Droixhe à Liège, en Belgique.